# Primark
Primark je irsko mednarodno trgovsko podjetje z modnim in drobnim blagom. Prva trgovina je bila odprta leta 1969 v Dublinu.
V Sloveniji je Primark trgovino odprl junija 2019, v nakupovalnem centru Citypark v BTC City Ljubljana.

## Seznam trgovin
| Država              | Odprtje prve trgovine | Število trgovin |
| ------------------- | --------------------- | --------------- |
| Avstrija            | 2012                  | 5               |
| Belgija             | 2009                  | 7               |
| Češka               | 2020                  | 0               |
| Francija            | 2013                  | 15              |
| Irska               | 1969                  | 37              |
| Italija             | 2016                  | 7               |
| Nizozemska          | 2008                  | 20              |
| Nemčija             | 2009                  | 31              |
| Poljska             | 2020                  | 1               |
| Portugalska         | 2009                  | 10              |
| Slovaška            | 2022                  | 0               |
| Slovenija           | 2019                  | 1               |
| Španija             | 2006                  | 47              |
| Združeno kraljestvo | 1973                  | 191             |
| ZDA                 | 2015                  | 9               |
| Skupaj              |                       | 378             |

## Galerija:
- Primark Portimão
- Primark v nekdanji Lewisovi stavbi, Manchester.
- Primark Madrid.